# ريان بينكستون
ريان بينكستون بالإنجليزية (Ryan James Pinkston) ممثل أمريكي وعارض ازياء ولد في 8 شباط/فبراير 1988 اشتهر بدور غايب  بمسلسل تاور بريب.

## نشأته وحياته
ولد ريان بينكستون في 8 شباط 1988 في سيلفر سبرينغ بولاية ماريلاند. درس الكاراتيه في سن الرابعة وفي سن التاسعة حصل الحزام الأسود الأول له في الووشو كونغ فو وفي سن الرابعة عشر حصل على المرتبة الثانية في الوشو، والمرتبة الأولى في التايكواندو. يحمل لقبا عالميا في الولايات المتحدة وفرنسا وكندا وأمريكا الوسطى.

## روابط خارجية
- ريان بينكستون على موقع IMDb (الإنجليزية)
- ريان بينكستون على موقع ألو سيني (الفرنسية)
- ريان بينكستون على موقع أول موفي (الإنجليزية)
- ريان بينكستون على موقع إن إن دي بي (الإنجليزية)
- ريان بينكستون على موقع قاعدة بيانات الفيلم (الإنجليزية)
- ريان بينكستون على موقع كينوبويسك (الروسية)